# Juan Carlos Carcedo
Juan Carlos Carcedo Mardones (* 19. srpna 1973, Logroño, Španělsko) je bývalý španělský fotbalista, který naposledy působil na postu trenéra španělského týmu UD Ibiza.

## Hráčká kariéra
Juan Carlos Carcedo, rodák z hlavního města španělské provincie La Rioja, začal svojí fotbalovou kariéru v třetiligovým celku CE L'Hospitalet. Debut za první tým si odbyl 5. září 1993, kdy jeho klub sehrál utkání s Gimnàstic de Tarragona. Zápas skončil remízou 3:3 a samotný Carcedo byl v 85. minutě vyloučen. Následující dvě sezony strávil v týmech UDA Gramenet a RCD Espanyol B.
V létě roku 1996 podepsal smlouvu s Atléticem Madrid, kde coby hráč rezervy strávil tři roky. Za první tým si zahrál až v sezoně 2000-01, kdy jako kmenový hráč francouzského celku OGC Nice v madridském týmu hostoval. Závěr své kariéry strávil v druholigovém madridském klubu CD Leganés a třetiligovém Las Palmas. Hráčskou kariéru ukončil v roce 2006.

## Trenérská kariéra
Ještě v témže roce nastoupil do funkce asistenta trenéra v Almeríi, kde započal s hlavním trenérem Unaiem Emerym dlouhotrvající spolupráci. Přestože mu klub po Emeryho odchodu v roce 2008 nabídl funkci hlavního trenéra, rozhodl se následovat svého kolegu do Valencie. V roce 2012 zamířila dvojice do ruského Spartaku Moskva. O rok později se španělské duo vrátilo na Pyrenejský poloostrov a ujalo se trénování Sevilly. Z důvodu úmrtí Emeryho otce vedl Carcedo 10. května 2015 tým do venkovního utkání s Celtou Vigo, který skončil nerozhodně 1:1. Během tří let v andaluském celku vyhrál třikrát Evropskou ligu.
V červnu 2016 se Carcedo s Emerym přesunuli do francouzského celku Paris Saint-Germain, kde během dvou sezon získali celkem sedm trofejí včetně titulu pro mistra francouzské ligy. V roce 2018 zamířil společně s Emerym do anglického Arsenalu.